# 張家朗
張家朗，SBS（1997年6月10日—），香港男子花劍運動員、兩屆奧運金牌得主，有「少年劍神」、「香港劍神」 等等之稱，在2016年4月首奪亞洲劍擊錦標賽冠軍，成為香港歷史以來首位個人亞洲賽王者。他分別在2021年東京奧運男子花劍個人賽，以及2024年巴黎奧運男子花劍個人賽取得金牌，為自李麗珊後第二位奪取奧運金牌的香港隊選手，也是香港首位奪取奧運金牌的男性香港運動員、與何詩蓓並列為繼李慧詩和第二位於兩屆不同的奧運會獲取獎牌的香港運動員（男性首位）、香港首位連續兩屆奪得奧運金牌的運動員，被香港網民封為「香港劍神」。同時張家朗亦是繼1920年安特衛普奧運的內多·納迪及1956年墨爾本奧運的克里斯蒂安·多里奧拉之後，第三位在男子個人花劍項目衛冕奧運金牌的運動員。

## 運動員生涯
張家朗出身於籃球世家，父親張子倫及母親陳雪玲曾經是籃球運動員，家朗自小已是籃球場常客，學籃球比劍擊還要早，從小就已是NBA球隊芝加哥公牛粉絲，又視公牛傳奇球星為偶像。他在10歲時參加了劍擊興趣班，並愛上了這項運動，並在同年4月全港小學劍擊比賽（港島區）代表北角官立小學取得男子高級組團體賽亞軍及初級組個人賽第三名，並陸續參加各項大型賽事。15歲時，還未躋身成年港隊，張爸爸卻自費讓家朗隨師兄參加各站世界盃，機票食宿報名費一力承擔。16歲時，轉為全職運動員。
2014年亞洲青年錦標賽，張家朗狂掃4金後躋身大港隊。2014年9月，張家朗代表香港參加韓國仁川舉行的亞運會的劍擊比賽，與楊子加、張小倫和崔浩然合作贏得男子花劍團體賽銅牌。2015年，張家朗第二次出戰就於亞洲賽奪得個人賽季軍。
2016年4月15日，於中國無錫舉行的2016年亞洲劍擊錦標賽的男子花劍組別中，19歲的張家朗連挫韓國亞洲賽金牌許俊、日本世界冠軍太田雄貴、中國的奧運金牌雷聲和日本的世青冠軍敷根崇裕，最終奪得個人賽金牌，奪得亞洲冠軍，成為香港歷來首個個人亞洲賽王者，更因此奪得里約奧運資格，不過在16強不敵巴西劍手古希美·托度止步，但也是香港男子花劍競賽歷來的最佳成績。
2017年4月6日，最後一年參加世青賽，成功奪得男子花劍個人冠軍，為香港劍擊隊史上首次奪得世青賽青年組冠軍。
2021年7月23日，在東京奧運會开幕禮中，張家朗和羽毛球選手謝影雪一同擔任港隊持旗手。7月26日，張家朗在東京奧運男子個人花劍決賽中，以15-11的分數擊敗上屆獲得里約奧運男子個人賽冠軍的意大利選手，成功奪得香港歷史上第二面奧運金牌以及第四面獎牌，創造香港歷史。其後他和隊友蔡俊彥、張小倫、吳諾弘一同參加團體賽，最終取得第七名的成績。
2022年1月15日，張家朗在男子花劍世界盃法國巴黎站首度殺入決賽，並擊敗意大利選手艾度亞度·盧派利，成為首位贏得男子花劍世界盃冠軍的香港運動員。
2022年4月18日，張家朗成為繼江旻憓後第二位香港劍手登上世界第一，亦是香港首位男劍手登上世界第一。
2022年6月，張家朗出戰亞洲劍擊錦標賽，分別在個人賽和團體賽取得金牌和銅牌的佳績。
2022年7月21日，張家朗以首號種子身分出戰世界劍擊錦標賽，直入64強，在沒有收到太大考驗的情況下殺入八強。八強賽中，張家朗對戰東奧銅牌得主，捷克的，在9:14大幅落後的情況下連取六分，重演奧運八強大逆轉，成功晉級四強，唯在準決賽中以12:15不敵意大利新星馬連尼（Tommaso Marini），無緣決賽，但仍然以銅牌佳績創下香港男子花劍歷史，是繼江旻憓後的第二位香港劍手踏上世錦賽頒獎台。
2023年7月，張家朗在成都舉行的世界大學生運動會劍擊項目男子花劍個人賽奪冠，同時與蔡俊彥、李逸朗及吳諾弘在團體賽奪魁。
2023年9月，張家朗在杭州拿下自己首面亞運金牌，決賽以15:2在男子個人花劍項目擊敗陳海威，但團體賽四強不敵南韓，只能得到銅牌。
2024年5月，首次於香港以主場運動員身分出戰劍擊世界盃，儘管在5月3日個人賽不敵義大利的菲列比（Davide Filippi），16強止步，但於5月4日的男子團體賽決賽中擊敗義大利，成功奪得團體賽金牌。
2024年7月，在巴黎奧運會開幕禮中，張家朗和游泳選手何詩蓓一同擔任港隊持旗手。7月29日，張家朗在巴黎奧運男子個人花劍決賽中，以15-14的分數擊敗意大利選手，奪得香港歷史上第四面奧運金牌，成為首位連奪兩屆奧運冠軍的香港運動員，也是奧運史上第三位能夠衞冕男子花劍個人賽冠軍的運動員。賽後稱：「當時每一分都覺得係自己（得分），教練不時提醒專注下一劍，我便一直跟隨教練所想作戰。……她（江旻憓）一直很努力，幾乎所有獎項都攞過曬，只差奧運（獎牌）。這對我也注下強心針，心想要打好每一劍……教練是法國人，能在他主場攞冠軍意義非常大。其實他很辛苦，安排所有事情和照顧我們。自問是一名很麻煩的運動員，他都很控制自己情緒去照顧我們……唔好放棄，去堅持。就算遇到好多挫折，記住自己為咩開始。有時自己唔如意嘅時候都好，都要堅持到底」。

## 求學經歷
張家朗小學曾經在北角官立小學就讀小一至小六，於2009年完成學業（2009年畢業）。
張家朗初中就讀英華書院，其後轉到林大輝中學，並於中四那年毅然決定退學轉為全職運動員。
2022年8月16日，香港浸會大學宣布，透過今年推出的「優才運動員入學計劃」，張家朗與其他5名精英運動員將會入讀體育及康樂管理課程。

## 家庭生活
張家朗自小居住香港島，是家中幼子，有一位姐姐。父母同是運動員出身，父親張子倫任職建築業，亦是前甲一籃球成員，於1987年香港男子甲一組籃球聯賽代表警察隊奪得聯賽冠軍，母親陳雪玲則是港青籃球代表，曾效力女子甲組均安，也曾拿過甲組聯賽冠軍。

## 個人榮譽
- 銀紫荊星章（2022年）
- 香港傑出運動員選舉

- 香港傑出運動員 - 星中之星（2021年、2022年 - 共2次當選）
- 「香港傑出運動員」（2016年、2017年，2021年、2022年，共4次當選）
- 「香港最具潛質運動員」（2013年）

- 香港十大傑出青年（2022年[25]）
- 香港理工大學榮譽博士（2021年）

## 演出作品

### 電視節目
| 年份   | 頻道     | 節目    | 備註         |
| ------ | -------- | ------- | ------------ |
| 2018年 | 無綫電視 | 今日VIP | 11月20日嘉賓 |

### 廣告及代言
- 索尼香港 A9相機（2017年[26]）
- 衞生署衛生防護中心 - 預防蚊子傳播的疾病（2018年[27]）
- 水動樂（2019年[28]）
- Christian Dior（2021年[29]）
- 東亞銀行及藍保險（2021年[30]）
- SmartMe（2021年）
- Visa (2022-2024年)
- 華為WATCH GT 4（2023年[31]）

## 著作
- 2021年：《劍擊成就了我：奧運冠軍張家朗》（商務印書館（香港）有限公司）

## 外部連結
- 張家朗的Instagram帳戶
- 張家朗的Facebook專頁